# Giuseppe Cali

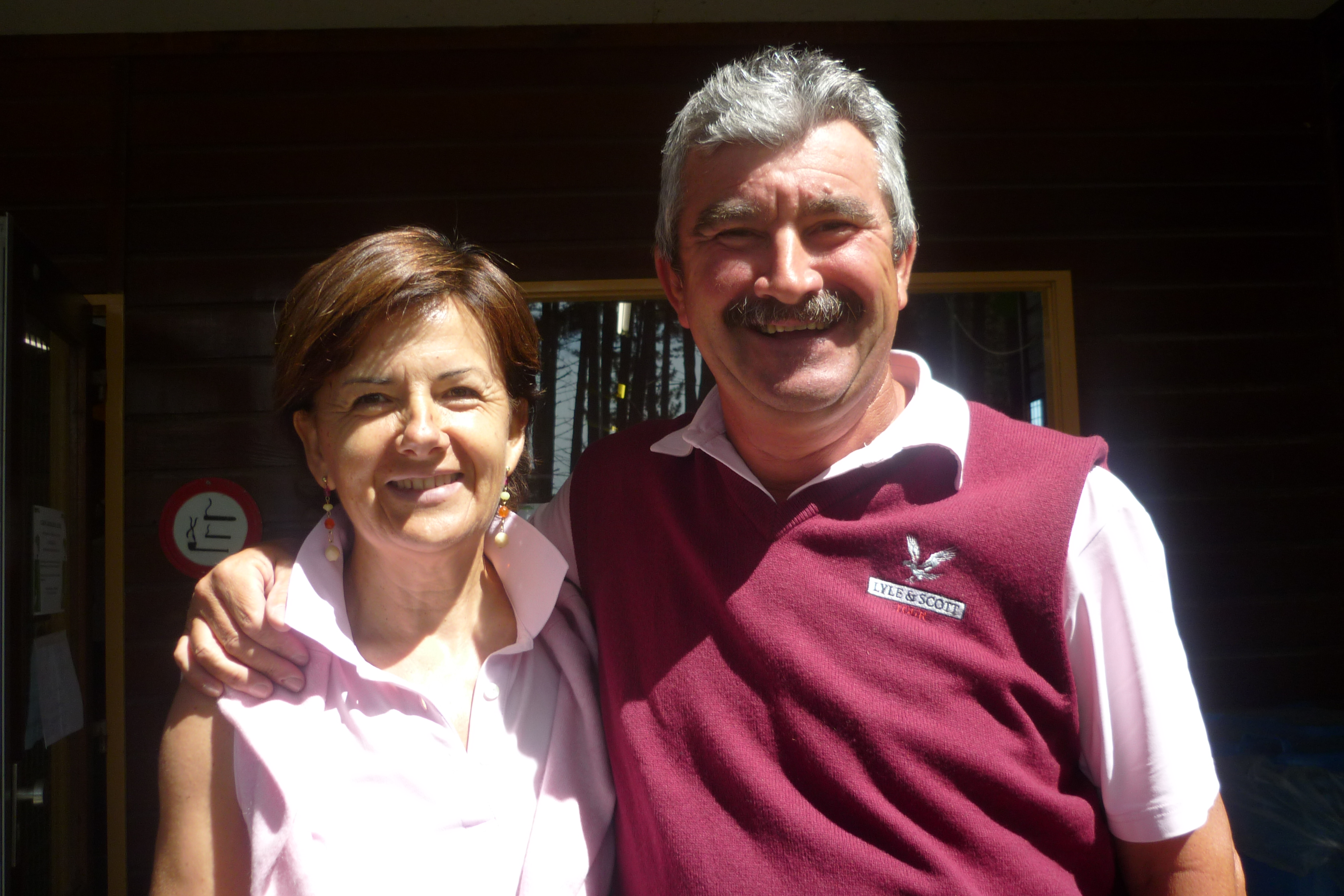
Giuseppe en Cosetta Cali

Giuseppe Cali (Mirano, 28 september 1952) is een Italiaanse golfprofessional.
Cali werd in 1971 professional. Hij heeft in de periode 1985-1998 wisselend op de Europese en Challenge Tour gespeeld. In 1990 werd hij 6de op het Italiaans Open, hetgeen zijn beste prestatie bleef. Dat jaar behaalde hij twee overwinningen op de Challenge Tour en eindigde als nummer 1 op de Order of Merit.
Op de Europese Tour heeft hij niets gewonnen, maar op de Senior Tour, waar hij sinds 2003 speelt, heeft hij al twee overwinningen op zijn naam staan. 
In 2009 heeft hij drie top-10 plaatsen bereikt, inclusief een 3de plaats in Ierland.

## Gewonnen

### Nationaal
- 1982: Cerutti Open
- 1984: Italiaans PGA Kampioenschap
- 1986: Nationaal Open
- 1987: Italiaans PGA Kampioenschap
- 1988: Open La Pinetina , Open di Firenze, Open del Lavoro Luigi, Nationaal Open, Cerutti Open
- 1993: Italiaans PGA Kampioenschap, Nationaal Open
- 1994: Nationaal Open

### Challenge Tour
1990: Cerutti Open, Olivier Barras Memorial

### European Senior Tour
- 2005: The Mobile Cup
- 2006: Bendinat London Seniors Masters na een 5-holes play-off tegen Delroy Cambridge uit Jamaica.

## Teams
- Alfred Dunhill Cup: 1986, 1987, 1991, 1992
- World Cup: 1985, 1987, 1988,1991